# Studentenradio Żak der Technischen Universität Łódź

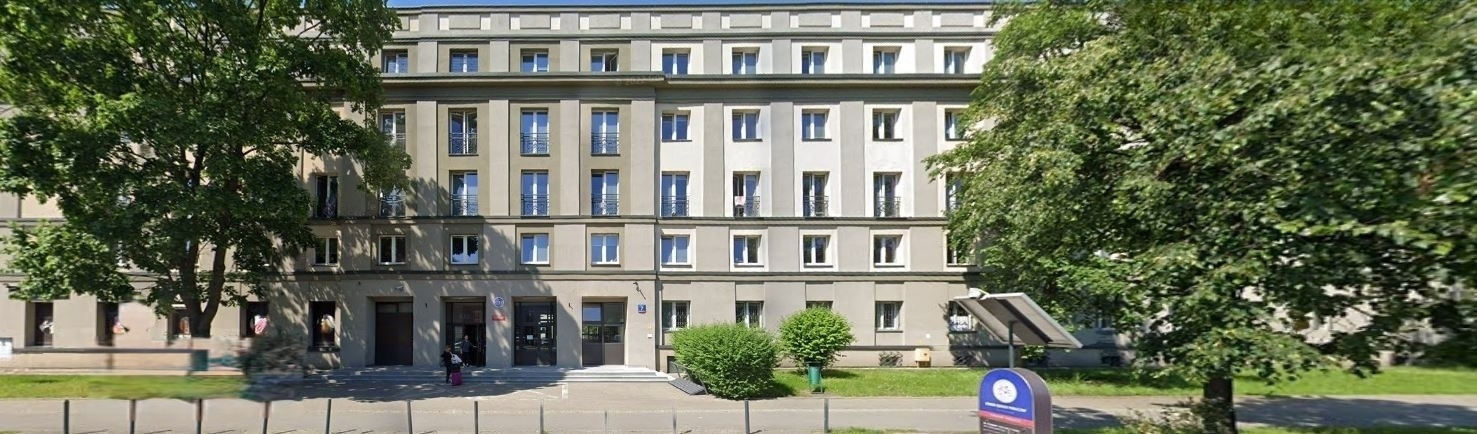
Hauptsitz des Radiosenders in der Politechniki Avenue 7 in Łódź

Das Studentenradio Zak der Technischen Universität Łódź (polnisch Studenckie Radio Żak Politechniki Łódzkiej) ist der älteste lizenzierte akademische Radiosender in Polen, der in Łódź und Umgebung sendet. Das Signal des Senders kann auf der Ultrakurzwelle (88,8 MHz) sowie über das Internet empfangen werden. Konzessionierter Rundfunkveranstalter ist die Technische Universität Łódź. Radio Żak ist Mitglied der Gruppe Polskie Rozgłośnie Akademickie.
Die Anfänge von Żak als studentischer Radiosender der Technischen Universität Łódź gehen auf den 18. Mai 1959 zurück. Ausgehend von ihrer Arbeit bei Żak, begannen ihre professionellen journalistischen Karrieren u. a. mit Wiktor Skrzydłowski, Andrzej Papajak, Adam Kołaciński, Marek Niedźwiecki, Janusz Deblessem, Janusz Graczyk, Tomasz Podwysocki, Marcin Pośpiech und Łukasz Walewski.
Das Tonbandarchiv von Radio Żak ist eines der größten Archive für Studenten- und Wanderlieder in Polen.

## Aktivitäten
"Żak" hat einen nicht-kommerziellen Charakter. Die Aktivitäten des Radios werden von der Technischen Universität Łódź finanziert und unterstützt, dank derer der Sender völlig werbefrei ist. Die Arbeit im Studentenradio "Żak" ist völlig freiwillig. Die Mitarbeiter müssen keine Studenten einer Universität sein. Keiner der Radiomitarbeiter wird für seine Arbeit bezahltt.
Die Musik, die bei "Zak" gesendet wird, ist von Anfang an im Wesentlichen alternativ geprägt. Im Morgen- und Tagesprogramm werden Brit-Pop, Indie-Rock, Folk, Reggae, Ska und Punk-Rock gespielt, während im Abendprogramm auch Metal, Blues, Progressive Rock, IDM, Ambient, Noise, Avantgarde, Studenten- und Touristenlieder sowie Film und zeitgenössische Musik zu hören sind. "Zak" sendet auch journalistische Sendungen, die sich in erster Linie an junge Menschen, vor allem Studenten, richten.
Neben der Ausstrahlung eines 24-Stunden-Programms organisiert der Sender auch Konzerte. und macht sie bekannt. Einige von ihnen, intime Konzerte mit ein paar Dutzend ausgewählten Zuhörern, werden im Studio des Senders abgehalten und live übertragen. "Żak" ist auch Mitorganisator von Veranstaltungen wie der gesamtpolnischen Studentenrevue für touristische Lieder "Yapa"., dem Konzert "In den Bergen gibt es alles, was ich liebe", Konzerten zur Eröffnung des Studienjahres und vielen anderen. Im Oktober 2007 fand außerdem zum ersten Mal das "Żak-Festival" statt, eine mehrtägige Reihe künstlerischer Veranstaltungen, die vom Radiosender organisiert wird.
Radio „Zak“ verfügt über zwei Aufnahmestudios und einen Konzertsaal.

## Organisation
Das höchste Gremium von Radio Zak ist die Generalversammlung der Mitarbeiter, gefolgt vom Redaktionskollegium. Die Generalversammlung der Mitarbeiter und Kandidaten wird vierteljährlich vom Chefredakteur einberufen. Mitarbeiter, die an der Technischen Universität Łódź studieren, können dort über "Żak"-Fragen abstimmen. Darüber hinaus kann jeder Mitarbeiter – auch derjenige einer anderen Universität als der Technischen Universität Łódź (d. h. diejenigen, die kein Wahlrecht haben) – und jeder Kandidat einen freien Antrag stellen und an den Diskussionen der Generalversammlung teilnehmen. Das Redaktionskollegium hingegen trifft die täglichen Entscheidungen über die Aktivitäten des Radios. Das Kollegium besteht aus dem Chefredakteur und seinen Stellvertretern für Programm, Technik, Musik, Information und Werbung des Radios.

## Geschichte
Das Studentenradio „Zak“ der Technischen Universität Łódź nahm seine Tätigkeit. wahrscheinlich am 18. Mai 1959 auf. Damals war der Sender das Organ des polnischen Studentenverbandes. Der Sender befand sich im 3. Studentenhaus auf dem Gelände der Wohnsiedlung der Technischen Universität Łódź. Damals sendete er im Rundfunksystem und deckte zunächst nur das III Studentenhaus ab – damals hatte jedes Wohnheim sein eigenes Sendestudio.

### Die 1960er Jahre
Einer der ersten Mitarbeiter des Senders war Stanislaw Zak, nach dem der Sender jedoch nicht benannt ist. Er war 1963 der Redakteur des Senders. Radio Żak nahm zunächst einen Raum ein. Im Waschraum wurde ein Ansagerpult mit einem Mikrofon aufgestellt, das mit einer Decke bedeckt war, über der eine rote Lampe mit der Aufschrift "Stille" hing. Der Verstärkerraum befand sich in einem kleinen Raum, in dem sich die Radioausrüstung befand – darunter ein Mischpult mit drei Potentiometern (von denen eines für die damalige Zeit außer Betrieb war), das sehr modern war. In der Sprecherkabine saß man auf einem Korb, der zur Schalldämmung mit Dikta bedeckt war.
Im Jahr 1965 wurden die Rundfunksysteme der Studentenwohnheime I und II zusammengelegt, und ein Jahr später wurden auch die Rundfunksysteme der anderen Wohnheime an der Polytechnischen Straße zusammengelegt. Auf diese Weise deckte Radio Żak den gesamten Campus der Technischen Universität von Łódź ab. Es erhielt auch den Namen "Studio Radiowe Żak". Der Hauptsitz wurde in ein neues Gebäude mit einem Studio verlegt. Das neue Studio wurde "Umbrella" genannt. Ebenfalls 1966 bauten Studenten das erste Mischpult von Radio Żak mit ihren eigenen Händen.
Mit dem Zusammenschluss aller Rundfunksender wurde das Radiostudio "Żak" zu einem wichtigen Sendezentrum für mehr als zweitausend Bewohner der Universitätssiedlung. Das Programm war vielfältig und umfasste: Wunschkonzerte, Diskussionen, Reportagen, Musik, Sport, Kultur- und Literatursendungen. Außerdem gab es Ehrungen und Auszeichnungen für journalistische Arbeiten. "Żak" war eine Enklave der studentischen Kultur und vermittelte mit Humor, Satire und Subtext-Inhalte, die in der allgemeinen Verbreitung zensiert wurden.

### Die 1970er Jahre
Die 1970er Jahre waren ein goldenes Zeitalter für das Radio, das zu dieser Zeit (1970–72) eine Rekordzahl von 102 Beitragszahlern hatte. In dieser Zeit erschienen auch die "Zak"-Radiostudiokarten. Die erste Karte mit der Nummer 2 erhielt Henryk Mucha, der seine Karriere in Żak am 1. Januar 1970 begann. Marek Niedźwiecki erhielt die Karte mit der Nummer 8. Er wurde im November 1973 in Żak aufgenommen. Am 2. Oktober 1975 moderierte er zum ersten Mal die Studentenkarte.
Im Jahr 1974 änderte der Sender seinen Namen in Studentenradio "Żak". Im selben Jahr wurde die erste Ausgabe der gesamtpolnischen Studentenrevue für touristische Lieder "Yapa" organisiert, an der "Żak" bereits als Mitveranstalter beteiligt war. Neben "Yapa" waren die Radiotechniker auch an der Vorbereitung anderer kultureller Veranstaltungen auf dem Gelände der Technischen Universität Łódź beteiligt: Juwenalia[6], Konzerte, die Kampagne "Studenten für Kinder", die studentische Kreativitätsstudie "Morda", die Kabarett-Songstudie "Apsik" und viele andere. Zu den Schulungen, die in den ersten Jahren des Radios organisiert wurden, gesellten sich gemeinsame Weihnachts- und Silvesterfeiern, Urlaubsreisen auf Kreuzfahrten und in die Berge. Auch die alle fünf Jahre stattfindenden Zusammenkünfte aller Zakovats sind eine Tradition.

### Die 1980er Jahre
Am 21. Januar 1981 begann an der Technischen Universität von Łódź ein Streik der Beschäftigten. Damals wurde der studentische Radiosender "Żak" zum polytechnischen Informationszentrum der Universität Łódź, wo Gespräche mit Regierungsvertretern geführt wurden. In "Żak" wurde das Lied "Górski, Górski, miły bracie", das während des Streiks in Łódź berühmt wurde, von Tomasz Podwysocki (dem damaligen Leiter von "Żak"), Włodzimierz Polis, Tomasz Plich und anderen Rundfunkjournalisten geschrieben und von Olek Grotowski gesungen.
Am 13. Dezember 1981 wurde in der gesamten Volksrepublik Polen das Kriegsrecht verhängt. Der Unterricht in Schulen und Universitäten wurde ausgesetzt. Auch der Betrieb aller akademischen Rundfunksender wurde eingestellt. In den meisten Fällen geschah dies auf recht brutale Weise, wobei der Inhalt der Rundfunksendungen in Mitleidenschaft gezogen wurde[6]. Den Zoroastriern, die von befreundeten Radiosendern gewarnt wurden, gelang es, die Spalten im Unterboden und die Hohlräume in den Lautsprechern zu nutzen, um viel Dokumentationsmaterial zu retten.
Der Neustart des Radiosenders verlief nicht ohne Probleme. "Żak" wurde von den Behörden ein Aufseher zugewiesen, der die inhaltliche Gestaltung der Programme überwachen sollte. Außerdem wurde ein Programmrat eingesetzt, der die Rolle der Zensur übernahm. Aufgrund einer fehlenden Einigung mit den Behörden der Technischen Universität Łódź beschlossen die Mitarbeiter des Senders am 29. Januar 1986, ihre Tätigkeit einzustellen. Er wurde wieder aufgenommen, nachdem im März 1986 ein Kompromiss mit den Universitätsbehörden erzielt worden war.
Die 1980er Jahre waren voll von Auszeichnungen, die von verschiedenen Wettbewerben und Austauschprogrammen zurückkamen. Im Bereich der Reportage erhielten die Radiomoderatoren von "Żak" unter anderem den ersten Platz in Toruń für Adam Kołaciński und Tomasz Ciecieręga für ihre Reportage über die Orange Alternative mit dem Titel "Zomo scheitert nie". "Zomo scheitert nie". Im Bereich der Lyriksendungen wurde beim Wettbewerb "Przestwór" in Szczecin der erste Platz an Bogusław Potońc für seinen Einakter "Was? Wo?" und der dritte Platz an Mariola Andrzejczaks "Untitled Story" vergeben, während Jacek Mikołajczyk und Tomasz Plich für ihre Kolumnen ausgezeichnet wurden. Marek Sztandera gewann in Wrocław zweimal, Jahr für Jahr, zweite Preise für seine Musiksendungen "Rock Cadres" und "Small is beautiful".
Die Sendung begann dann um 22:00 Uhr und endete nach Mitternacht oder um 01:00 Uhr, aber es gab zahlreiche Verlängerungen. Einmal wurde ein Rekord von 125 Stunden gebrochen – jeder Höreranruf verlängerte das Programm um 15 Minuten.

### Die 1990er Jahre und danach
Der Sender überlebte die politischen Veränderungen, die nach 1989 in Polen stattfanden. Viele der damaligen Studentenorganisationen änderten ihre Politik, wurden kommerzialisiert und hörten auf zu existieren. "Żak" konnte – unter anderem dank der Unterstützung durch die Technische Universität Łódź – seine ursprüngliche Form beibehalten.
Am 1. Oktober 1996 nahm das Studentenradio Zak seinen Sendebetrieb auf 88,8 MHz auf. Anfänglich mit einem vier- oder sechsstündigen Programm, wurde die Stundenzahl schrittweise auf einen ganzen Tag erhöht, was am 1. Oktober 2005 geschah.

## Empfang
Das Studentenradio Żak sendet analog UKF und deckt ganz Łódź und mehrere Nachbarstädte ab. Es sendet auch über das Internet.
| Standort des Senders                                  | Frequenz     | Leistung des Senders (ERP) | Polarisation |
| ----------------------------------------------------- | ------------ | -------------------------- | ------------ |
| Łódź, VII. Studentenhaus der Universität von Łódź[10] | 88,8 MHz[10] | 0,4 kW[10]                 | vertikal[10] |

Außerdem ist der Sender über das Toya-Kabelfernsehnetz in Łódź auf der Frequenz 89,2 MHz und über das RET-SAT1-Kabelfernsehnetz in Łódź auf der Frequenz 88,35 MHz zu empfangen[11].

## Bibliographie
- Der verwendete Text war "40 Jahre sind vergangen..." (ein Bericht von Mariola Andrzejczak aus dem Jahr 1999 anlässlich des 40. Geburtstags von "Żak") sowie Informationen von der Website des Senders mit Genehmigung der Autoren.